# 近藤貞用

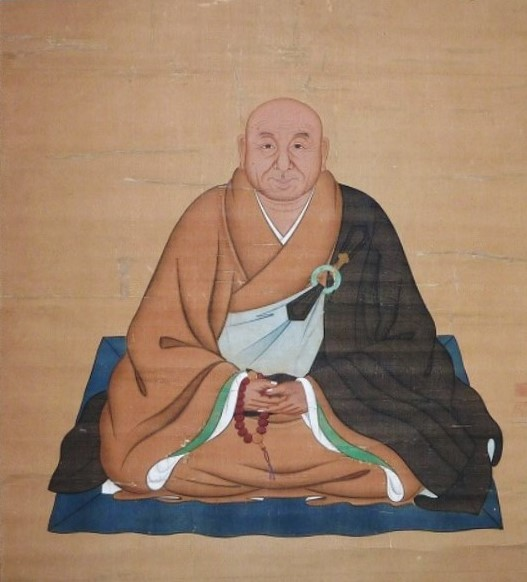
近藤貞用

近藤 貞用（こんどう さだもち、慶長11年（1606年） - 元禄9年2月2日（1696年3月5日））は、江戸時代初期の武士。江戸幕府旗本、鉄砲頭。近藤季用の子。通称は登助。号は語石。金指近藤家2代目。子に近藤昌用。

## 経歴
慶長11年（1606年）に近藤季用の長男として生まれる。
駿府城にあった徳川家康に御目見えし、席上で家康の11男徳川頼宣に仕えるようにいわれ、これに仕えた。また、その頃は江戸に在住していた。慶長17年（1612年）、父の季用が死去すると家督を継ぐ。頼宣隊に属し大坂冬の陣に参加。元和5年（1619年）8月、頼宣が紀州藩に移封となったので、紀伊国に赴き領地は代官に支配させた。
元和6年（1620年）、祖父の近藤秀用より呼び戻され3140石を分知され、寛永8年（1631年）に秀用が死去すると一族に分知され、貞用は5450石を分知される。延宝5年（1675年）井伊谷と花平の山境、また金指と井伊谷の境界争いがあり、自らその箇所に出かけて内偵をし、陣屋に関係者を呼んで裁定した。このように領民の意を自ら聞いたり、道路の整備、市場の開設など善政を施した。また、江戸においては、明暦3年（1657年）の明暦の大火では働きに秀でて江戸幕府より賞賛され、水野成之ら旗本奴と幡随院長兵衛ら町奴達の暴挙の際にはこれを征している。
貞用は禅宗の僧・隠元隆琦に帰依し、寛文2年（1662年）に萬福寺に100両を投じ、竹林精舎を建立した。また、隠元より法名を賜り、法嗣の黄檗宗の渡来僧独湛性瑩を招き、寛文4年（1664年）、金指および気賀両近藤家の菩提寺となる初山宝林寺を建立した。また、新田開発にも力を入れ、貞享元年（1684年）貞用自ら新田開発をした新田が青砥村として立村したほか、寛文6年（1666年）5月から、昔用の世代まで武蔵国小川村（現・東京都小平市小川）に抱屋敷を持ち、武蔵野の新田の開発も行った。
長男（嫡男）の昌用は、寛文3年（1663年）23歳で早世し、孫の徳用（昌用の長男）に後を継がせた。延宝7年（1679年）8月、百間四方の陣屋が10年10ヶ月かけて完成し、同年9月2日に徳用とともに新しい陣屋に入った。
元禄9年（1696年）、金指陣屋で91歳で死去する。宝林寺（現・浜松市北区細江）に葬られた。法名は棲雲院語石性訥居士。金指近藤家は、徳用のあと、昔用、寧用、英用、壽用、有用と続く。